# Eagle Grove (Iowa)
Eagle Grove ist eine Kleinstadt (mit dem Status „City“) im Wright County im US-amerikanischen Bundesstaat Iowa. Im Jahr 2010 hatte Eagle Grove 3583 Einwohner, deren Zahl sich bis 2013 auf 3491 verringerte. Das U.S. Census Bureau hat bei der Volkszählung 2020 eine Einwohnerzahl von 3.601 ermittelt.

## Geografie
Eagle Grove liegt im mittleren Norden Iowas am linken Ufer des Boone River, der über den Des Moines River zum Stromgebiet des Mississippi gehört. Die Grenze Iowas zu Minnesota verläuft rund 100 km nördlich.
Die geografischen Koordinaten von Eagle Grove sind 42°39′51″ nördlicher Breite und 93°54′16″ westlicher Länge. Das Stadtgebiet erstreckt sich über eine Fläche von 10,46 km² und ist die größte Ortschaft innerhalb der Eagle Grove Township.
Nachbarorte von Eagle Grove sind Goldfield (8 km nördlich), Clarion (21,5 km nordöstlich), Woolstock (15,6 km südsüdwestlich), Vincent (17,6 km südwestlich) und Thor (14,8 km westnordwestlich).
Die nächstgelegenen größeren Städte sind die Twin Cities in Minnesota (Minneapolis und Saint Paul) (308 km nördlich), Rochester in Minnesota (254 km nordöstlich), Wisconsins Hauptstadt Madison (437 km östlich), Dubuque am Schnittpunkt der Bundesstaaten Iowa, Wisconsin und Illinois (300 km in der gleichen Richtung), Waterloo (158 km ostsüdöstlich), Cedar Rapids (241 km in der gleichen Richtung), Iowas Hauptstadt Des Moines (151 km südsüdöstlich), Nebraskas größte Stadt Omaha (312 km südwestlich), Sioux City (234 km westlich) und South Dakotas größte Stadt Sioux Falls (319 km westnordwestlich).

## Verkehr
Der Iowa State Highway 17 verläuft in Nord-Süd-Richtung als Hauptstraße durch Eagle Grove. Alle weiteren Straßen sind untergeordnete Landstraßen, teils unbefestigte Fahrwege sowie innerörtliche Verbindungsstraßen.
In Eagle Grove treffen mehrere Eisenbahnstrecken der Union Pacific Railroad (UP) zusammen.
Mit dem Eagle Grove Municipal Airport befindet sich 5 km nördlich ein kleiner Flugplatz. Der nächste Verkehrsflughafen ist der Des Moines International Airport (161 km südsüdöstlich).

## Bevölkerung
Nach der Volkszählung im Jahr 2010 lebten in Eagle Grove 3583 Menschen in 1500 Haushalten. Die Bevölkerungsdichte betrug 342,5 Einwohner pro Quadratkilometer. In den 1500 Haushalten lebten statistisch je 2,35 Personen.
Ethnisch betrachtet setzte sich die Bevölkerung zusammen aus 95,5 Prozent Weißen, 0,7 Prozent Afroamerikanern, 0,1 Prozent Asiaten sowie 1,8 Prozent aus anderen ethnischen Gruppen; 1,8 Prozent stammten von zwei oder mehr Ethnien ab. Unabhängig von der ethnischen Zugehörigkeit waren 8,9 Prozent der Bevölkerung spanischer oder lateinamerikanischer Abstammung.
24,3 Prozent der Bevölkerung waren unter 18 Jahre alt, 56,3 Prozent waren zwischen 18 und 64 und 19,4 Prozent waren 65 Jahre oder älter. 51,0 Prozent der Bevölkerung waren weiblich.
Das mittlere jährliche Einkommen eines Haushalts lag bei 45.152 USD. Das Pro-Kopf-Einkommen betrug 23.826 USD. 12,2 Prozent der Einwohner lebten unterhalb der Armutsgrenze.

## Bekannte Bewohner
- Robert D. Blue (1898–1989) – 30. Gouverneur von Iowa (1945–1949) – geboren und aufgewachsen in Eagle Grove